# Ardvasar
Ardvasar, schottisch-gälisch: Àird a’ Bhàsair, ist ein schottisches Dorf auf der Halbinsel und in der Civil parish Sleat, welche im äußersten Süden der Isle of Skye liegt.
Im Nordosten von Ardvasar befindet sich die Anlegestelle der Fähren, die die Isle of Skye mit Mallaig auf dem schottischen Festland verbinden. Noch etwas weiter nördlich liegt die Ruine von Armadale Castle, auf dessen Gelände sich das Museum of the Isles befindet.